# Norman Stone
Norman Stone (* 8. März 1941 in Edinburgh, Schottland; † 19. Juni 2019 in Budapest, Ungarn) war ein britischer Historiker des modernen Europa, insbesondere Mittel- und Osteuropas.

## Leben
1971 wurde er Studienleiter am Jesus College an der Universität Cambridge. 1975 veröffentlichte er seine Studie The Eastern Front 1914–1917, das seine Reputation begründete und dazu beitrug, den Ersten Weltkrieg nicht nur nach dem Geschehen auf dem westlichen Kriegsschauplatz zu betrachten. Stone erhielt dafür 1976 den Wolfson History Prize. Das Buch gilt als Standardwerk und erhielt hervorragende Kritiken. Durch Glückspiel und Alkoholismus vernachlässigte er zunehmend seine Pflichten und wechselte schließlich nach Oxford.
Zwischen 1985 und 1997 war Stone Professor für Moderne Geschichte an der Universität Oxford. Seine dortige Lehrtätigkeit wurde 1997 mit einer Abfindung beendet. Von 1987 bis 1990 war er außenpolitischer Berater der Regierung Thatcher. Ab 1997 arbeitete Stone in der Türkei, zuerst an der Bilkent-Universität in Ankara, ab 2005 an der Koç-Universität in Istanbul.
In Deutschland wurde er vor allem durch sein Buch Hitler bekannt, welches von Guido Knopp im Fernsehen präsentiert wurde. 2004 bestritt Stone in den Zeitschriften Spectator und Times Literary Supplement – den Thesen Bernard Lewis’ folgend – einen Völkermord an den Armeniern. Er wurde dafür teils scharf kritisiert, so z. B. von dem Schweizer Historiker Hans-Lukas Kieser, der ihm im November 2006 in der Weltwoche vorwarf, kritiklos den Argumenten des türkisch-nationalen PR-Apparats zu folgen, nachdem Stone in einer vorangegangenen Ausgabe derselben Schweizer Publikation den Völkermord an den Armeniern erneut bestritten hatte.
Harsche Urteile über Kollegen, seine Trunksucht und unangemessenes Verhalten gegenüber Studentinnen ließen ihn als schwierige Persönlichkeit gelten. Der frühere Premierminister Edward Heath sagte über Stone in dessen Oxforder Zeit: “Many parents of Oxford students must be both horrified and disgusted that the education of our children should rest in the hands of such a man.” (deutsch: „Viele Eltern von Studenten in Oxford müssen sowohl entsetzt wie abgestoßen davon sein, dass die Ausbildung unserer Kinder in den Händen eines solchen Mannes liegt.“)
Von 1966 bis 1977 war er mit Nicole Aubrey verheiratet, der Nichte eines Finanzministers unter dem haitianischen Diktator François Duvalier. Mit ihr hatte er zwei Söhne. 1982 heiratete er Christine Booker, mit der er einen weiteren Sohn hatte, und die 2016 starb. Stone starb im Juni 2019 in Budapest, wo er seine letzten Lebensjahre verbracht hatte.

## Schriften
- The Eastern Front. 1914–1917. Hodder and Stoughton, London u. a. 1975, ISBN 0-340-12874-7.
- Hitler. Hodder and Stoughton, London u. a. 1980, ISBN 0-340-24980-3.
- Europe Transformed 1878–1919 (= Fontana Paperbacks 4262). Fontana, London 1983, ISBN 0-00-634262-0 (2nd edition. Blackwell, Oxford u. a. 1999, ISBN 0-631-21507-7).
- als Herausgeber mit Eduard Strouhal: Czechoslovakia. Crossroads and Crises, 1918–88. Macmillan u. a., Basingstoke 1989, ISBN 0-333-48507-6.
- als Herausgeber der Auflage: Geoffrey Barraclough (Hrsg.): The Times Atlas of World History. 3rd edition.Times Books, London 1989, ISBN 0-7230-0304-1.
- mit Michael Glenny: The Other Russia. Faber and Faber, London u. a. 1990, ISBN 0-571-13574-9.
- Islam in Turkey. In: Caroline Y. Robertson-von Trotha (Hrsg.): Europa in der Welt – die Welt in Europa (= Kulturwissenschaft interdisziplinär. Bd. 1). Nomos, Baden-Baden 2006, ISBN 3-8329-1934-1, S. 139–145.
- Hungary: A short history. Profile, 2018[7]